# 英雄本色 (1973年電影)
《英雄本色》（英語：Knight Errant）是1973年上映的一部电影，由丁善璽执导兼编剧，王羽等人参演。该电影主要讲述一个司机与一个日本女子和她三个弟子的故事。

## 劇情簡介
有一个人为了筹备给妹妹治病的前而当了司机，但是在这之中却经常遭到一个日本女子与她三个弟子找麻烦，并在这之后，这个司机将这几个人全部击败，以及筹备好了为妹妹治病的钱……

## 演员
- 陈佩玲
- 王羽
- 龙飞
- 山茅
- 葛小宝
- 仓田保昭
- 薛汉
- 蔡弘